# Tarouca
Tarouca là một huyện thuộc tỉnh Viseu, Bồ Đào Nha. Huyện này có diện tích 100 km², dân số thời điểm năm 2001 là 8308 người.